# الگا سوتولاوا
الگا سوتولاوا (روسی: О́льга Алекса́ндровна Суту́лова؛ زادهٔ ۴ مهٔ ۱۹۸۰) بازیگر اهل روسیه است. وی دانش‌آموختهٔ رشتهٔ بازیگری در مؤسسه سینمایی گراسیموف است.
از فیلم‌هایی که وی در آن نقش داشته است، می‌توان به حمله به لنینگراد، آرنا و خدا عاشق خاویار است اشاره کرد.